# 俣野公園野球場
俣野公園野球場（またのこうえんやきゅうじょう）は、神奈川県横浜市戸塚区俣野町にある野球場。横浜ドリームランド跡地に建設された。施設は横浜市が所有し、財団法人横浜市緑の協会が指定管理者として運営管理を行っている。横浜薬科大学が施設命名権を取得しており（2009年-2029年）、現在の呼称は俣野公園・横浜薬大スタジアム（－・よこはまやくだいスタジアム）である。主にアマチュア野球に使用されている。

## 歴史
2008年4月6日に完成記念式典および野球場完成記念試合（横浜商業高等学校 対 慶應義塾高等学校）が開催され、同年7月13日に初の公式戦（神奈川県立松陽高等学校 対 関東学院六浦高等学校）が実施された。
2009年8月1日、ネーミングライツ導入により「俣野公園野球場」から「俣野公園・横浜薬大スタジアム」（通称：ハマヤクスタジアム）となる。なお、省略表記は（薬）となる。
2020年よりベースボール・チャレンジ・リーグ（ルートインBCリーグ）に加入した神奈川フューチャードリームスが公式戦を開催している。

## 施設命名権
横浜市では既に日産スタジアムやニッパツ三ツ沢球技場などに施設命名権を導入しているが、さらに導入を進めるため2008年10月1日に「ネーミングライツ導入に関するガイドライン」を定めた。このガイドラインでは、従来のように市側が施設を選定してスポンサーを募集する「スポンサー募集型」に加え、対象施設に関して企業・団体側から提案を受ける「提案募集型」が新設され、年間2施設前後を対象に募集を受け付けることになった。
これを受けて横浜市は同年10月20日から10月31日にかけて提案募集型ネーミングライツの公募を行った結果、横浜薬科大学を運営する学校法人都築第一学園（都築学園グループ傘下）が、同大学のキャンパスに隣接する俣野公園野球場の命名権取得を申し出、呼称「俣野公園・横浜薬大スタジアム」を提案した。前述のガイドラインに基き、市の審査を経た上で翌2009年4月27日から5月18日にかけて市民から意見を募集し、計13件の意見が寄せられた。その後契約条件を協議した結果、同大学と年額1,000万円、契約期間10年間（同年8月1日から2019年7月31日）の条件で合意し、同日から前述の呼称が採用された。2019年3月にはさらに10年契約を更新した。
なお契約期間中も条例上の施設名称は引続き「俣野公園野球場」が用いられている。

## 施設概要
- 両翼：99m、中堅：122m
- 内野：クレイ、外野：天然芝
- スコアボード：磁気反転式（黄緑色）
- 収容人員：5,000人（うち内野3,000人、外野2,000人）
- 照明設備：6基(近隣の住民を考慮し照明を少し暗くしたところ右中間、左中間が暗いためナイターでの公式戦は行われない。)

## 交通
近くに駅はないため、下記各駅よりバスでのアクセスとなる。バスは全て神奈川中央交通の運行であり、
最寄バス停は「俣野公園・横浜薬大前」である。
- 戸塚駅（JR東日本・横浜市営地下鉄）西口の戸塚バスセンター2番乗り場から「ドリームハイツ」「俣野公園・横浜薬大前」行にて「俣野公園・横浜薬大前」下車

- 大船駅（JR東日本・湘南モノレール）西口5番乗り場から「俣野公園・横浜薬大前」「ドリームハイツ」「立場ターミナル（俣野公園・横浜薬大前経由）」行にて「俣野公園・横浜薬大前」下車

他にも、立場駅（立場ターミナル）、湘南台駅、藤沢駅から路線バスが運行されている。